# آلبرتو فیومیچتی
آلبرتو فیومیچتی (انگلیسی: Alberto Fiumicetti؛ زادهٔ ۱۳ ژوئیهٔ ۲۰۰۰) بازیکن فوتبال است.